# X-kór
Az X-kór elméleti járványos betegség, ami nagy pusztítást okozhat. Az Egészségügyi Világszervezet 2018-ban adta hozzá az ismeretlen kórokozót arra a listára, amely a különösen figyelendő, világjárvány okozására alkalmas betegségeket tartalmazza. Ezzel az volt a célja, hogy növelje a tudatosságot azzal kapcsolatban, hogy bármikor felbukkanhat egy ismeretlen, veszélyes kórokozó, és erre felkészüljön rá a világ, a kutatók.

## Fordítás
Ez a szócikk részben vagy egészben  a   Disease X című angol Wikipédia-szócikk ezen változatának fordításán alapul.  Az eredeti cikk szerkesztőit annak laptörténete sorolja fel. Ez a jelzés csupán a megfogalmazás eredetét és a szerzői jogokat jelzi, nem szolgál a cikkben szereplő információk forrásmegjelöléseként.